# Dobrčice (Skršín)
Dobrčice (německy Dobschitz) jsou osada, část obce Skršín v jihovýchodní části okresu Most v Ústeckém kraji. Nacházejí se v nadmořské výšce 368 metrů při západním úpatí návrší, zvaného Dobský hřbet.

## Název
Název vesnice je odvozen z osobního jména Dobřec nebo Dobrka ve významu ves lidí Dobrcových nebo Dobrkových. V historických pramenech se jméno vsi objevuje ve tvarech: Dobrcicz (1333, 1386), Dobssicz (1422), w dobcziczich (1499), Dobczicze (1549), Dobtschicz a Dobczicz (1565), Dobczicze (1565, 1579 a 1580), Dopcžicze (1628–1634) a Dobschitz (1787 a 1833).

## Historie
První písemná zmínka o Dobrčicích pochází z roku 1333. Původně stála ve vsi tvrz, která patřila vladyckému rodu z Dobrčic, Přestavlk a Říkovic. Tvrz zanikla už před rokem 1549 a pozemky k ní náležející se staly součástí panství bílinské větve Lobkoviců. Obdobný osud potkal i tvrz v nedaleké Lužici a Měrunicích. Pouze sousední panství Chrámce zůstalo nedotčeno. Vesnice patřila do farního úřadu Lužice. Po roce 1848 se stala osadou Skršína. Osada patřila během let do okresu Teplice (1850–1896), Duchcov (1896–1935), Bílina (1935–1960) a Most (od roku 1960).
Obyvatelstvo se živilo především v zemědělství a bylo povětšinou německé národnosti. Po druhé světové válce po odsunu německého obyvatelstva na zkonfiskovaných pozemcích hospodařil státní statek.
V roce 1979 byla část zchátralých hospodářských budov státního statku zdemolována a na jejich pozemcích vystavěny nové objekty. Zachována byla pouze velká stodola, která byla rekonstruována na dvoupodlažní kulturní dům, kde jsou umístěny i garáže pro hasičskou techniku. Vedle rodinných domů zde bylo postaveno několik rekreačních objektů a v roce 1986 vybudována i zahrádkářská kolonie s 52 zahradními domky.

## Obyvatelstvo
Při sčítání lidu v roce 1921 zde žilo 115 obyvatel (z toho 56 mužů), z nichž bylo osmnáct Čechoslováků a 97 Němců. Kromě dvou evangelíků byli římskými katolíky. Podle sčítání lidu z roku 1930 měla vesnice 134 obyvatel: třináct Čechoslováků a 121 Němců. Až na tři členy církve československé se hlásili k římskokatolické církvi.
|                                                                 | 1869 | 1880 | 1890 | 1900 | 1910 | 1921 | 1930 | 1950 | 1961 | 1970 | 1980 | 1991 | 2001 | 2011 | 2021 |
| --------------------------------------------------------------- | ---- | ---- | ---- | ---- | ---- | ---- | ---- | ---- | ---- | ---- | ---- | ---- | ---- | ---- | ---- |
| Obyvatelé                                                       | 123  | 103  | 118  | 123  | 115  | 115  | 134  | 60   | 69   | 65   | 50   | 22   | 50   | 56   | 68   |
| Domy                                                            | 25   | 25   | 26   | 26   | 22   | 22   | 25   | 20   | —    | 16   | 12   | 14   | 21   | 28   | 31   |
| Počet domů z roku 1961 je zahrnut v domech místní části Skršín. |      |      |      |      |      |      |      |      |      |      |      |      |      |      |      |

## Obecní správa
Při sčítání lidu v letech 1869–1950 Dobrčice byly osadou obce Lužice, se kterým patřily nejprve do okresu Teplice, ale v letech 1900–1930 v okrese Duchcov a v roce 1950 v okrese Bílina. Od roku 1960 je částí obce Skršín v okrese Most.

## Mineralogická a paleontologická lokalita

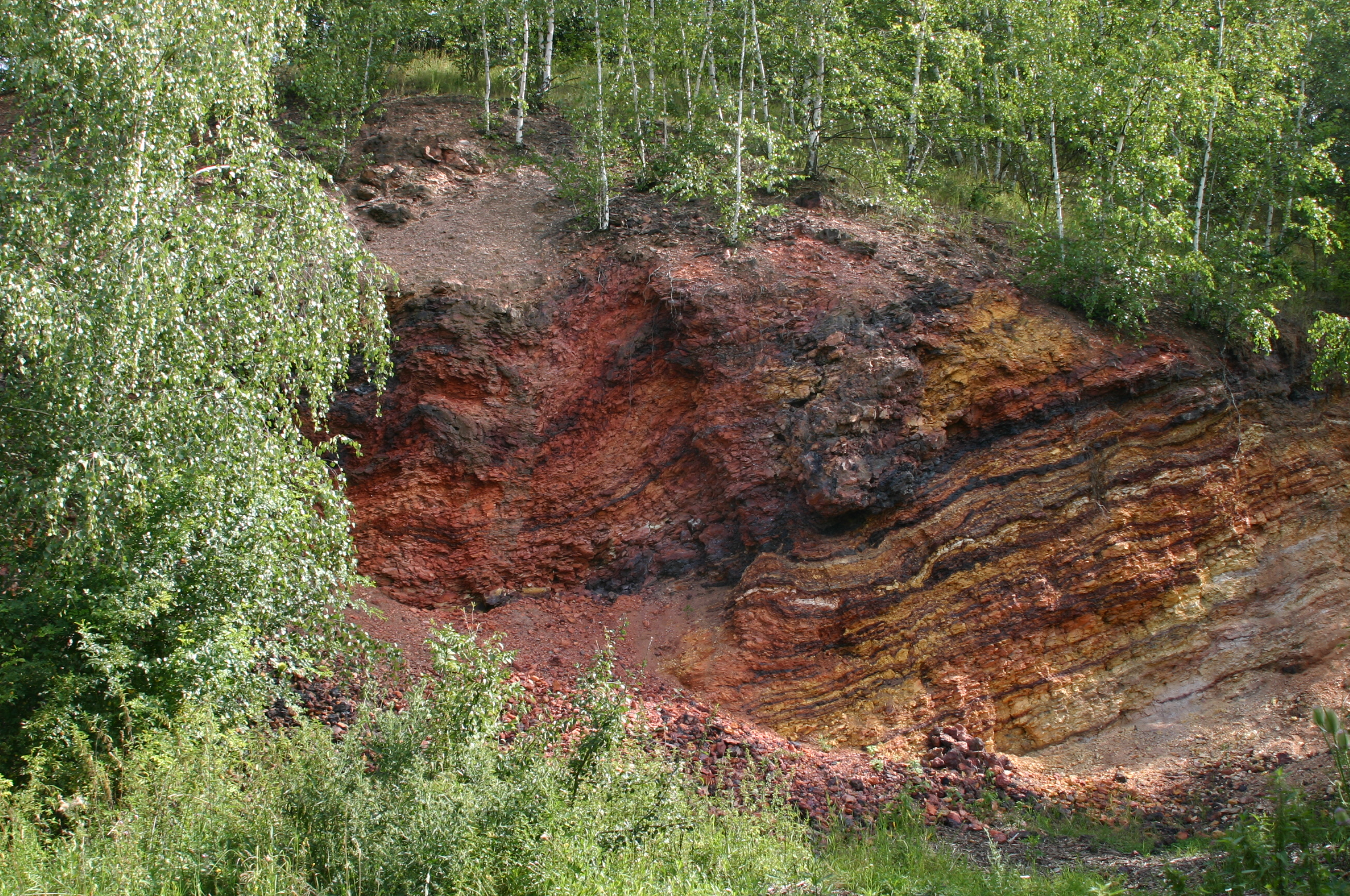
Lom na porcelanit u Dobrčic

Západně od vsi Dobrčice (severovýchodně od obce Korozluky) se na hřebenu mezi Špičákem (kóta 360 m n. m.) a Jánským vrchem nachází bývalý lom, který byl těžebnou porcelanitu. V lomu se vyskytuje rozmanitá škála vypálených hornin, které dokumentují všechny typy tepelné metamorfózy. Místo je zároveň známé i jako paleontologické naleziště. K vypálení vrstvy nadložního jílu došlo v důsledku přírodního požáru uhelné sloje. Stalo se tak poté, kdy přítoky řeky Ohře odhalily svou erozní činností dosud skrytou uhelnou sloj, u níž poté došlo k přírodnímu zahoření.
Tyto vypálené třetihorní nadložní jíly – porcelanity, těžené u Dobrčic, používaly zejména mostecké důlní podniky pro budování dočasných komunikací v oblasti povrchových dolů v okolí Mostu. Z 20. století jsou doloženy i pokusy o výrobu šperků z dobrčického porcelanitu. Po vytěžení podstatné části ložiska bylo okolí lomu rekultivováno.
Kromě porcelanitu lze na lokalitě nalézt vějířovité až ledvinité agregáty aragonitu a též vzorky černého hematitu. Některé vrstvy porcelanitu obsahují otisky miocenních bažinných rostlin, například kapradin a olší.